# Campeonato Neerlandês de Futebol de 2020–21 – Segunda Divisão
A Eerste Divisie de 2020–21 ou Keuken Kampioen Divisie de 2020–21 (nome oficial por razões de patrocínio) é a 65ª temporada da Eerste Divisie, a segunda maior competição do futebol profissional dos Países Baixos e equivalente à Segunda Divisão do Campeonato Holandês de Futebol.[carece de fontes?] A competição é organizada pela Federação Holandesa de Futebol (em holandês: Koninklijke Nederlandse Voetbalbond, cuja sigla é KNVB), e conta com a participação de vinte clubes. A temporada regular começou em 28 de agosto de 2020 e será concluída em 14 de maio de 2021. O campeão e o número 2 da fase regular serão promovidos diretamente para a Eredivisie de 2021–22 (primeira divisão holandesa), enquanto isso, seis times da Eerste Divisie junto com o 16º da Eredivisie de 2020–21 competirão em uma repescagem em busca da terceira e última vaga primeira divisão holandesa de 2021–22. A partir desta temporada, um time Sub-23 (Jong/time B/time II) será rebaixado para a Tweede Divisie (terceira divisão holandesa) de 2021–22, sob certas condições, e para os outros times, nenhum rebaixamento será efetivado até a temporada de 2022–23.

## Regulamento

### Sistema de disputa
A Keuken Kampioen Divisie de 2020–21 é disputada por 20 clubes e dividida em duas fases: temporada regular e playoffs (repescagem). Na temporada regular, os 20 times se enfrentam no sistema de pontos corridos, em turno e returno (jogos de ida e volta). O time que obtiver o maior número de pontos após as 38 rodadas será declarado campeão, e junto com segundo colocado, serão automaticamente promovidos à Eredivisie de 2021–22. Sete outros clubes, sendo seis da Keuken Kampioen Divisie e um da Eredivisie, disputarão uma série de playoffs (repescagem) pela terceira e última vaga na primeira divisão de 2021–22. Os jogos da quartas de final, semifinal e final da repescagem de acesso/rebaixamento acontecerão no sistema mata-mata em jogos de ida e volta.

### Critérios de desempate
Caso haja empate de pontos entre dois ou mais clubes, os critérios de desempates serão aplicados na seguinte ordem:
| Durante a temporada regular 1. Pontos ganhos 2. Menos pontos perdidos 3. Saldo de gols 4. Gols marcados 5. Ordem alfabética |  | Ao final da temporada regular: 1. Saldo de gols 2. Gols marcados 3. Pontos no confronto direto 4. Saldo de gols no confronto direto 5. Gols marcados no confronto direto 6. Jogo de desempate (apenas para decidir o campeão, rebaixados ou playoffs, caso contrário, teremos um sorteio) 7. Disputa por pênaltis (em caso de empate no tempo normal do jogo de desempate) |

## Participantes
No total, 20 times estão participando da liga. Em 24 de abril de 2020, a temporada de 2019–20 foi cancelada devido à pandemia COVID-19 na Holanda. Como resultado, não houve promoção ou rebaixamento para a temporada de 2019–20, e as mesmas equipes estão competindo na temporada de 2020–21.

### Informações dos clubes
| Clube            | Localização      | Província         | Estádio (mando)                                            | Títulos (último)      |
| ---------------- | ---------------- | ----------------- | ---------------------------------------------------------- | --------------------- |
| Almere City      | Almere           | Flevolândia       | Yanmar Stadion                                             | 0 (nenhum)            |
| Cambuur          | Leeuwarden       | Frísia            | Cambuur Stadion                                            | 2 (último em 2012–13) |
| De Graafschap    | Doetinchem       | Guéldria          | De Vijverberg                                              | 3 (último em 2009–10) |
| Den Bosch        | 's-Hertogenbosch | Brabante do Norte | De Vliert                                                  | 4 (último em 2003–04) |
| Dordrecht        | Dordrecht        | Holanda do Sul    | Riwal Hoogwerkers Stadion                                  | 2 (último em 1993–94) |
| Eindhoven        | Eindhoven        | Brabante do Norte | Jan Louwers Stadion                                        | 0 (nenhum)            |
| Excelsior        | Rotterdam        | Holanda do Sul    | Van Donge & De Roo Stadion                                 | 3 (último em 2005–06) |
| Go Ahead Eagles  | Deventer         | Overissel         | De Adelaarshorst                                           | 0 (nenhum)            |
| Helmond Sport    | Helmond          | Brabante do Norte | SolarUnie Stadion                                          | 1 (em 1981–82)        |
| Jong Ajax        | Amsterdam        | Holanda do Norte  | Sportpark De Toekomst Johan Cruijff ArenA                  | 1 (em 2017–18)        |
| Jong AZ          | Alkmaar          | Holanda do Norte  | AFAS Trainingscomplex AFAS Stadion                         | 0 (nenhum)            |
| Jong PSV         | Eindhoven        | Brabante do Norte | PSV Campus De Herdgang Philips Stadion Jan Louwers Stadion | 0 (nenhum)            |
| Jong Utrecht     | Utrecht          | Utrecht           | Sportcomplex Zoudenbalch Stadion Galgenwaard               | 0 (nenhum)            |
| MVV              | Maastricht       | Limburgo          | De Geusselt                                                | 2 (último em 1996–97) |
| NAC Breda        | Breda            | Brabante do Norte | Rat Verlegh Stadion                                        | 1 (em 1999–2000)      |
| NEC              | Nimegue          | Guéldria          | Goffertstadion                                             | 2 (último em 2014–15) |
| Roda JC Kerkrade | Kerkrade         | Limburgo          | Parkstad Limburg Stadion                                   | 1 (em 1972–73)        |
| Telstar          | Velsen           | Holanda do Norte  | BUKO Stadion                                               | 0 (nenhum)            |
| TOP Oss          | Oss              | Brabante do Norte | Frans Heesenstadion                                        | 0 (nenhum)            |
| Volendam         | Volendam         | Holanda do Norte  | Kras Stadion                                               | 6 (último em 2007–08) |

Notas:
1. 1 2 3 4  Jogam em mais de um estádio, dependendo da disponibilidade e do time adversário.

## Temporada Regular

### Classificação
| Pos | Equipe           | Pts | J  | V  | E  | D  | GP  | GC | SG  | Classificação                                                 |
| --- | ---------------- | --- | -- | -- | -- | -- | --- | -- | --- | ------------------------------------------------------------- |
| 1   | Cambuur          | 92  | 38 | 29 | 5  | 4  | 109 | 36 | +73 | Campeão e promovido à Eredivisie de 2021–22                   |
| 2   | Go Ahead Eagles  | 77  | 38 | 23 | 8  | 7  | 62  | 25 | +37 | Promovido à Eredivisie de 2021–22                             |
| 3   | De Graafschap    | 77  | 38 | 23 | 8  | 7  | 67  | 47 | +20 | Play-offs de Acesso/Rebaixamento                              |
| 4   | Almere City      | 75  | 38 | 22 | 9  | 7  | 75  | 48 | +27 | Play-offs de Acesso/Rebaixamento                              |
| 5   | NAC Breda        | 73  | 38 | 22 | 7  | 9  | 75  | 41 | +34 | Play-offs de Acesso/Rebaixamento                              |
| 6   | Volendam         | 66  | 38 | 19 | 9  | 10 | 79  | 52 | +27 | Play-offs de Acesso/Rebaixamento                              |
| 7   | NEC              | 66  | 38 | 20 | 6  | 12 | 68  | 45 | +23 | Play-offs de Acesso/Rebaixamento                              |
| 8   | Roda JC Kerkrade | 57  | 38 | 15 | 12 | 11 | 67  | 61 | +6  | Play-offs de Acesso/Rebaixamento                              |
| 9   | Excelsior        | 48  | 38 | 14 | 6  | 18 | 65  | 68 | −3  |                                                               |
| 10  | TOP Oss          | 47  | 38 | 13 | 8  | 17 | 40  | 57 | −17 | Times B não são elegíveis de promoção à Eredivisie de 2021–22 |
| 11  | MVV              | 46  | 38 | 13 | 7  | 18 | 50  | 72 | −22 |                                                               |
| 12  | Helmond Sport    | 45  | 38 | 11 | 12 | 15 | 51  | 68 | −17 |                                                               |
| 13  | Telstar          | 41  | 38 | 10 | 11 | 17 | 57  | 61 | −4  |                                                               |
| 14  | Jong PSV         | 40  | 38 | 10 | 10 | 18 | 54  | 65 | −11 | Times B não são elegíveis de promoção à Eredivisie de 2021–22 |
| 15  | Eindhoven        | 40  | 38 | 10 | 10 | 18 | 50  | 62 | −12 |                                                               |
| 16  | Jong Ajax        | 40  | 38 | 10 | 10 | 18 | 55  | 71 | −16 | Times B não são elegíveis de promoção à Eredivisie de 2021–22 |
| 17  | Jong AZ          | 38  | 38 | 11 | 5  | 22 | 56  | 92 | −36 | Potencial rebaixamento à Tweede Divisiede 2021–22             |
| 18  | Jong Utrecht     | 35  | 38 | 11 | 2  | 25 | 53  | 77 | −24 |                                                               |
| 19  | Den Bosch        | 32  | 38 | 8  | 8  | 22 | 59  | 85 | −26 |                                                               |
| 20  | Dordrecht        | 27  | 38 | 8  | 3  | 27 | 36  | 97 | −61 |                                                               |

1. ↑  Campeão do 1º e 2º períodos (rodadas 1–9 e 10–19).
2. ↑  Se todos os times B (times II) estiverem entre os 10 primeiros colocados na Eerste Divisie de 2020–21, não haverá rebaixamento. Se Jong Sparta (time B do Sparta Rotterdam) ou Jong FC Volendam (time II do FC Volendam) for o campeão na Tweede Divisie de 2020–21, haverá um play-off de rebaixamento/acesso contra o pior colocado dos times B da Eerste Divisie de 2020–21. Se um time II da Eerste Divisie de 2020–21 terminar na 19ª ou 20ª posição, e Jong Sparta e Jong FC Volendam terminarem em primeiro ou segundo lugar na Tweede Divisie de 2020–21, o time II com a melhor colocação na Tweede Divisie será promovido e o pior time da Eerste Divisie será rebaixado.[7]

### Jogos
| Mandante \ Visitante | ALM    | CAM    | DBO    | DOR    | EIN    | EXC    | GAE    | GRA    | HEL    | JAJ    | JAZ    | JPS    | JUT    | MVV    | NAC    | NEC    | RJC    | TEL    | TOP    | VOL    |
| -------------------- | ------ | ------ | ------ | ------ | ------ | ------ | ------ | ------ | ------ | ------ | ------ | ------ | ------ | ------ | ------ | ------ | ------ | ------ | ------ | ------ |
| Almere City          | —      | 28 Fev | 19 Mar | 3–0    | 0–0    | 6 Mar  | 3–0    | 1–0    | 2–0    | 30 Abr | 2–0    | 14 Mai | 4–1    | 0–0    | 2–0    | 2 Abr  | 2–1    | 9 Abr  | 3–0    | 12 Fev |
| Cambuur              | 7–2    | —      | 3–1    | 5–0    | 19 Mar | 5 Abr  | 0–2    | 30 Abr | 16 Abr | 2–3    | 2–0    | 5–1    | 5–2    | 2–0    | 14 Mai | 2–0    | 3–0    | 5 Mar  | 16 Fev | 0–1    |
| Den Bosch            | 1–1    | 9 Abr  | —      | 2–1    | 1–1    | 0–1    | 29 Mar | 6 Fev  | 1–2    | 2–2    | 1–2    | 1–2    | 26 Fev | 2–0    | 1–1    | 2–2    | 23 Abr | 7 Mai  | 2 Abr  | 12 Mar |
| Dordrecht            | 2–2    | 7 Mai  | 16 Abr | —      | 5 Abr  | 1–3    | 0–0    | 0–2    | 27 Fev | 3–1    | 2–0    | 2–3    | 0–3    | 23 Abr | 19 Fev | 1–2    | 0–5    | 29 Mar | 12 Mar | 0–0    |
| Eindhoven            | 12 Mar | 2–5    | 30 Abr | 5–1    | —      | 1–1    | 5 Fev  | 3–2    | 0–0    | 16 Abr | 3–0    | 9 Abr  | 14 Mai | 4–0    | 2–4    | 0–1    | 3–3    | 2–3    | 26 Mar | 27 Fev |
| Excelsior            | 4–6    | 0–1    | 4–4    | 30 Abr | 1–0    | —      | 14 Mai | 1–2    | 28 Mar | 1 Mar  | 4–1    | 2 Abr  | 12 Mar | 2–0    | 0–3    | 9 Abr  | 15 Fev | 1–2    | 3–0    | 2–3    |
| Go Ahead Eagles      | 16 Abr | 12 Mar | 3–0    | 19 Mar | 3–0    | 0–0    | —      | 0–0    | 2 Mai  | 0–3    | 0–1    | 26 Fev | 2–3    | 3–0    | 0–0    | 7 Mai  | 2 Abr  | 13 Fev | 1–0    | 1–3    |
| De Graafschap        | 23 Abr | 0–2    | 4–2    | 2 Abr  | 7 Mar  | 19 Mar | 11 Abr | —      | 14 Mai | 2–2    | 26 Fev | 2–1    | 3–1    | 13 Fev | 1–0    | 2–0    | 4–0    | 2–0    | 2–1    | 2–5    |
| Helmond Sport        | 7 Fev  | 1–5    | 4–0    | 5–2    | 23 Abr | 2–1    | 0–2    | 1–2    | —      | 5 Abr  | 2 Abr  | 1–0    | 19 Mar | 1–1    | 0–2    | 5 Mar  | 19 Fev | 1–1    | 7 Mai  | 0–1    |
| Jong Ajax            | 1–4    | 8 Fev  | 8 Mar  | 15 Fev | 1–1    | 3–0    | 0–2    | 7 Mai  | 2–2    | —      | 3–2    | 1–2    | 3–2    | 19 Mar | 2 Abr  | 23 Abr | 0–4    | 1–2    | 12 Abr | 1–1    |
| Jong AZ              | 2–5    | 23 Abr | 5 Abr  | 12 Abr | 3–2    | 7 Mai  | 22 Fev | 7–3    | 2–2    | 15 Mar | —      | 1–4    | 12 Fev | 3–3    | 8 Mar  | 0–3    | 0–1    | 1–1    | 0–1    | 2–6    |
| Jong PSV             | 1–2    | 0–1    | 19 Fev | 9 Mar  | 1–2    | 1–6    | 2–3    | 19 Abr | 12 Fev | 1–2    | 19 Mar | —      | 1–1    | 5 Abr  | 1–1    | 1–1    | 1–1    | 3–0    | 23 Abr | 7 Mai  |
| Jong Utrecht         | 7 Mai  | 22 Fev | 3–1    | 8 Fev  | 1–2    | 3–2    | 23 Abr | 5 Abr  | 2–1    | 1–2    | 1–2    | 15 Mar | —      | 5 Mar  | 0–2    | 1–4    | 2–0    | 1–2    | 0–1    | 16 Abr |
| MVV                  | 26 Mar | 1–7    | 14 Mai | 3–1    | 2 Abr  | 20 Fev | 0–2    | 2–3    | 1–1    | 1–5    | 12 Mar | 3–3    | 0–2    | —      | 1–4    | 6 Fev  | 9 Abr  | 26 Fev | 3–0    | 30 Abr |
| NAC Breda            | 4–0    | 0–4    | 2–1    | 0–1    | 12 Fev | 23 Abr | 5 Abr  | 28 Mar | 12 Mar | 4–0    | 6–1    | 2–1    | 9 Abr  | 7 Mai  | —      | 0–1    | 2–2    | 1–0    | 1 Mar  | 3–0    |
| NEC                  | 0–1    | 0–0    | 14 Fev | 14 Mai | 6–0    | 3–2    | 2–1    | 21 Fev | 2–2    | 2–1    | 16 Abr | 12 Mar | 2–0    | 2–1    | 2 Mai  | —      | 1–1    | 5 Abr  | 0–1    | 15 Mar |
| Roda JC Kerkrade     | 5 Abr  | 28 Mar | 0–0    | 4–0    | 7 Mai  | 3–1    | 0–3    | 1–3    | 2–2    | 12 Mar | 30 Abr | 5 Fev  | 2–1    | 2–0    | 16 Abr | 28 Fev | —      | 1–1    | 3–0    | 1–1    |
| Telstar              | 2–3    | 1–2    | 6–1    | 2–0    | 19 Fev | 16 Abr | 1–2    | 12 Mar | 2–0    | 14 Mai | 2–2    | 30 Abr | 2 Abr  | 1–2    | 7 Fev  | 5–2    | 19 Mar | —      | 1–1    | 2–2    |
| TOP Oss              | 20 Fev | 2–2    | 2–0    | 2–0    | 0–1    | 1–3    | 5 Mar  | 0–2    | 1–2    | 1–0    | 5 Fev  | 3–2    | 30 Abr | 16 Abr | 0–0    | 19 Mar | 14 Mai | 1–4    | —      | 5 Abr  |
| Volendam             | 2–2    | 2 Abr  | 6–0    | 7–1    | 2–0    | 5 Fev  | 0–0    | 1–4    | 9 Abr  | 23 Fev | 14 Mai | 5–1    | 0–1    | 0–1    | 19 Mar | 1–3    | 6 Mar  | 25 Abr | 1–1    | —      |

## Classificação Por Período
A temporada regular é dividida em 4 períodos, com nove jogos cada um: 1º período (rodadas 1–9), 2º período (rodadas 10–18), 3º período (rodadas 19–27) e 4º período (rodadas 28–36); as rodadas 37 e 38 não fazem parte de nenhum dos períodos. Quem pontuar mais em cada período vira o "periodekampioenen" (em holandês, "campeão de período"), e garante lugar nos play-offs. Se um "campeão de período" ganhou mais de um, o período seguinte terá como campeão o segundo colocado dentro dele.
| Pos | Equipe           | Pts | J | V | E | D | GP | GC | SG  |
| --- | ---------------- | --- | - | - | - | - | -- | -- | --- |
| 1   | Cambuur          | 22  | 9 | 7 | 1 | 1 | 33 | 8  | +25 |
| 2   | De Graafschap    | 22  | 9 | 7 | 1 | 1 | 20 | 12 | +8  |
| 3   | Almere City      | 21  | 9 | 6 | 3 | 0 | 19 | 8  | +11 |
| 4   | NAC Breda        | 18  | 9 | 6 | 0 | 3 | 18 | 10 | +8  |
| 5   | NEC              | 16  | 9 | 5 | 1 | 3 | 18 | 10 | +8  |
| 6   | Volendam         | 15  | 9 | 4 | 3 | 2 | 23 | 11 | +12 |
| 7   | Telstar          | 15  | 9 | 4 | 3 | 2 | 18 | 13 | +5  |
| 8   | Jong Ajax        | 15  | 9 | 5 | 0 | 4 | 19 | 17 | +2  |
| 9   | Excelsior        | 13  | 9 | 4 | 1 | 4 | 19 | 16 | +3  |
| 10  | Roda JC Kerkrade | 12  | 9 | 3 | 3 | 3 | 17 | 14 | +3  |
| 11  | Go Ahead Eagles  | 12  | 9 | 3 | 3 | 3 | 10 | 8  | +2  |
| 12  | Eindhoven        | 12  | 9 | 3 | 3 | 3 | 13 | 18 | −5  |
| 13  | TOP Oss          | 11  | 9 | 3 | 2 | 4 | 9  | 14 | −5  |
| 14  | Jong PSV         | 10  | 9 | 3 | 1 | 5 | 15 | 20 | −5  |
| 15  | MVV              | 8   | 9 | 2 | 2 | 5 | 10 | 22 | −12 |
| 16  | Den Bosch        | 7   | 9 | 2 | 1 | 6 | 10 | 19 | −9  |
| 17  | Helmond Sport    | 7   | 9 | 2 | 1 | 6 | 6  | 16 | −10 |
| 18  | Jong AZ          | 7   | 9 | 2 | 1 | 6 | 18 | 31 | −13 |
| 19  | Jong Utrecht     | 6   | 9 | 2 | 0 | 7 | 11 | 21 | −10 |
| 20  | Dordrecht        | 5   | 9 | 1 | 2 | 6 | 7  | 25 | −18 |

| Pos | Equipe           | Pts | J  | V | E | D | GP | GC | SG  |
| --- | ---------------- | --- | -- | - | - | - | -- | -- | --- |
| 1   | Cambuur          | 24  | 10 | 8 | 0 | 2 | 25 | 10 | +15 |
| 2   | Almere City      | 23  | 10 | 7 | 2 | 1 | 23 | 14 | +9  |
| 3   | Go Ahead Eagles  | 20  | 10 | 6 | 2 | 2 | 14 | 7  | +7  |
| 4   | Jong Utrecht     | 19  | 10 | 6 | 1 | 3 | 19 | 14 | +5  |
| 5   | NAC Breda        | 18  | 10 | 5 | 3 | 2 | 17 | 7  | +10 |
| 6   | Volendam         | 18  | 10 | 5 | 3 | 2 | 21 | 12 | +9  |
| 7   | NEC              | 18  | 10 | 5 | 3 | 2 | 18 | 15 | +3  |
| 8   | De Graafschap    | 16  | 10 | 5 | 1 | 4 | 18 | 16 | +2  |
| 9   | Eindhoven        | 15  | 10 | 4 | 3 | 3 | 19 | 16 | +3  |
| 10  | Helmond Sport    | 14  | 10 | 3 | 5 | 2 | 18 | 16 | +2  |
| 11  | Roda JC Kerkrade | 14  | 10 | 3 | 5 | 2 | 12 | 12 | 0   |
| 12  | TOP Oss          | 14  | 10 | 4 | 2 | 4 | 7  | 10 | −3  |
| 13  | Telstar          | 13  | 10 | 4 | 1 | 5 | 16 | 15 | +1  |
| 14  | Jong PSV         | 9   | 10 | 2 | 3 | 5 | 15 | 18 | −3  |
| 15  | Jong Ajax        | 8   | 10 | 1 | 5 | 4 | 14 | 20 | −6  |
| 16  | MVV              | 8   | 10 | 2 | 2 | 6 | 12 | 22 | −10 |
| 17  | Jong AZ          | 8   | 10 | 2 | 2 | 6 | 7  | 17 | −10 |
| 18  | Excelsior        | 7   | 10 | 2 | 1 | 7 | 15 | 19 | −4  |
| 19  | Dordrecht        | 6   | 10 | 2 | 0 | 8 | 11 | 26 | −15 |
| 20  | Den Bosch        | 4   | 10 | 0 | 4 | 6 | 9  | 24 | −15 |

| Pos | Equipe           | Pts | J | V | E | D | GP | GC | SG  |
| --- | ---------------- | --- | - | - | - | - | -- | -- | --- |
| 1   | De Graafschap    | 25  | 9 | 8 | 1 | 0 | 19 | 8  | +11 |
| 2   | NAC Breda        | 23  | 9 | 7 | 2 | 0 | 22 | 10 | +12 |
| 3   | Go Ahead Eagles  | 22  | 9 | 7 | 1 | 1 | 17 | 3  | +14 |
| 4   | Cambuur          | 21  | 9 | 6 | 3 | 0 | 19 | 4  | +15 |
| 5   | NEC              | 19  | 9 | 6 | 1 | 2 | 21 | 6  | +15 |
| 6   | Roda JC Kerkrade | 19  | 9 | 6 | 1 | 2 | 25 | 15 | +10 |
| 7   | Excelsior        | 16  | 9 | 5 | 1 | 3 | 19 | 14 | +5  |
| 8   | MVV              | 16  | 9 | 5 | 1 | 3 | 10 | 10 | 0   |
| 9   | Almere City      | 15  | 9 | 5 | 0 | 4 | 21 | 16 | +5  |
| 10  | Volendam         | 14  | 9 | 4 | 2 | 3 | 18 | 16 | +2  |
| 11  | Dordrecht        | 10  | 9 | 3 | 1 | 5 | 9  | 19 | −10 |
| 12  | Helmond Sport    | 9   | 9 | 2 | 3 | 4 | 14 | 19 | −5  |
| 13  | Jong Ajax        | 8   | 9 | 2 | 2 | 5 | 12 | 19 | −7  |
| 14  | Den Bosch        | 8   | 9 | 2 | 2 | 5 | 14 | 23 | −9  |
| 15  | Jong AZ          | 8   | 9 | 2 | 2 | 5 | 15 | 27 | −12 |
| 16  | Telstar          | 6   | 9 | 1 | 3 | 5 | 11 | 15 | −4  |
| 17  | TOP Oss          | 6   | 9 | 2 | 0 | 7 | 14 | 24 | −10 |
| 18  | Jong PSV         | 5   | 9 | 1 | 2 | 6 | 7  | 19 | −12 |
| 19  | Jong Utrecht     | 3   | 9 | 1 | 0 | 8 | 8  | 19 | −11 |
| 20  | Eindhoven        | 2   | 9 | 0 | 2 | 7 | 6  | 15 | −9  |

| Pos | Equipe           | Pts | J | V | E | D | GP | GC | SG |
| --- | ---------------- | --- | - | - | - | - | -- | -- | -- |
| 1   | Almere City      | 0   | 0 | 0 | 0 | 0 | 0  | 0  | 0  |
| 2   | Cambuur          | 0   | 0 | 0 | 0 | 0 | 0  | 0  | 0  |
| 3   | De Graafschap    | 0   | 0 | 0 | 0 | 0 | 0  | 0  | 0  |
| 4   | Den Bosch        | 0   | 0 | 0 | 0 | 0 | 0  | 0  | 0  |
| 5   | Dordrecht        | 0   | 0 | 0 | 0 | 0 | 0  | 0  | 0  |
| 6   | Eindhoven        | 0   | 0 | 0 | 0 | 0 | 0  | 0  | 0  |
| 7   | Excelsior        | 0   | 0 | 0 | 0 | 0 | 0  | 0  | 0  |
| 8   | Go Ahead Eagles  | 0   | 0 | 0 | 0 | 0 | 0  | 0  | 0  |
| 9   | Helmond Sport    | 0   | 0 | 0 | 0 | 0 | 0  | 0  | 0  |
| 10  | Jong Ajax        | 0   | 0 | 0 | 0 | 0 | 0  | 0  | 0  |
| 11  | Jong AZ          | 0   | 0 | 0 | 0 | 0 | 0  | 0  | 0  |
| 12  | Jong PSV         | 0   | 0 | 0 | 0 | 0 | 0  | 0  | 0  |
| 13  | Jong Utrecht     | 0   | 0 | 0 | 0 | 0 | 0  | 0  | 0  |
| 14  | MVV              | 0   | 0 | 0 | 0 | 0 | 0  | 0  | 0  |
| 15  | NAC Breda        | 0   | 0 | 0 | 0 | 0 | 0  | 0  | 0  |
| 16  | NEC              | 0   | 0 | 0 | 0 | 0 | 0  | 0  | 0  |
| 17  | Roda JC Kerkrade | 0   | 0 | 0 | 0 | 0 | 0  | 0  | 0  |
| 18  | Telstar          | 0   | 0 | 0 | 0 | 0 | 0  | 0  | 0  |
| 19  | TOP Oss          | 0   | 0 | 0 | 0 | 0 | 0  | 0  | 0  |
| 20  | Volendam         | 0   | 0 | 0 | 0 | 0 | 0  | 0  | 0  |

## Estatísticas

### Artilharia
| Rank | Jogador              | Clube           | Gols |
| ---- | -------------------- | --------------- | ---- |
| 1    | Robert Mühren        | SC Cambuur      | 21   |
| 2    | Elías Már Ómarsson   | Excelsior       | 18   |
| 3    | Ralf Seuntjens       | De Graafschap   | 13   |
| 4    | Thomas Verheydt      | Almere City     | 12   |
| 4    | Sydney van Hooijdonk | NAC Breda       | 12   |
| 4    | Jeredy Hilterman     | Jong FC Utrecht | 12   |
| 4    | Glynor Plet          | Telstar         | 12   |
| 8    | Joeri Schroyen       | MVV Maastricht  | 9    |
| 8    | Brian Brobbey        | Jong Ajax       | 9    |
| 8    | Samuele Mulattieri   | FC Volendam     | 9    |

| Atualizado até aos jogos disputados em 2 de fevreiro de 2021. Fonte: NOS |

## Premiação
| Campeonato Holandês de Futebol de 2020–21 Keuken Kampioen Divisie de 2020–21 |
| ---------------------------------------------------------------------------- |
| Cambuur Campeão (3º título)                                                  |